# عدنان مرافاتش
عدنان مرافاتش (10 أبريل 1982 البوسنة والهرسك - ) هو لاعب كرة قدم نمساوي، يلعب كمدافع.

## وصلات خارجية
عدنان مرافاتش على موقع الاتحاد الدولي (مؤرشف)  (الإنجليزية)
- عدنان مرافاتش على موقع قاعدة بيانات كرة القدم.إي يو (الإنجليزية)
- عدنان مرافاتش على موقع بيانات كرة القدم. دي إي (الألمانية)
- عدنان مرافاتش على موقع ناشيونال فوتبول تيمز (الإنجليزية)
- عدنان مرافاتش على موقع Soccerbase.com (لاعب) (الإنجليزية)
- عدنان مرافاتش على موقع Soccerway.com (الإنجليزية)
- عدنان مرافاتش على موقع عالم كرة القدم.نت (الإنجليزية)